# André Corthis
Andrée Magdeleine Husson, conocida con el seudónimo de André Corthis, (París,15 de abril de 1882-  París, 8 de agosto de 1952) fue una escritora francesa. 

## Biografía
Andrée Magdeleine Husson pasó una parte de su juventud en España. Es la sobrina de la retratista Amélie Beaury-Saurel (1848-1924), esposa de Rodolphe Julian. La infancia de André Corthis estuvo llena de historias maravillosas. Hija, nieta y sobrina de marineros bretones, descendientes, en el lado materno, de "Stefanopoli". Tiene un pasado de patrias muy diferentes.
André Corthis apenas podía leer y no sabía escribir muy bien, cuando las circunstancias llevaron a su familia a mudarse a esta España de la que tanto le hablaban. Esta ciudad opulenta, activa y que se está volviendo más moderna cada día es generalmente despreciada por el amante de lo pintoresco. Sin embargo, todo era singular para la pequeña niña francesa: las casas coronadas con terrazas desde las que vuelan en la noche remolinos de palomas grises y blancas, el puerto tan azul, con sus hermosos barcos, el "Sereno" en la hora canta toda la noche el paso del tiempo y el color del cielo, y especialmente las iglesias, las iglesias oscuras, Belén, Santa María de Mar, la catedral, con sus rejillas y sus velas, sus Cristos desgarrados, sus grandes vírgenes en Corazón plateado, con lágrimas de cristal.
Desde los doce años, comenzó a alinear rimas y componer poemas. Un día, Corthis recibió de París un periódico escrito especialmente para niñas y decidió enviar una carta al director y ofrecerle una novela. Ella no era, ni de lejos, mayor de edad, debía esconderlo. Sin embargo, a ella no le gustaba mentir, así que vagamente declaró: «¿Mi edad? veinte o cuarenta, lo que sea, no es importante.» El director, finalmente, pidió recibir la novela anunciada.
El regreso a Francia, a los catorce años, no fue solo una feliz vuelta, sino que también se sintió un poco como otro exilio.
Un año, la joven Corthis hizo un gran descubrimiento: la correspondencia y el trabajo de Flaubert. . Estas cartas de Flaubert, tupidas, compactas y soberbias, eran para ella una especie de revelación, el breviario de este arte que buscaba confusamente y que no podía saber. Ella los leyó con fervor, página por página, religiosamente, vio a Madame Bovary, los Tres Cuentos, Salammbô, etc. Durante días y días, se repetía a sí misma ciertas frases que le parecían tener una belleza absoluta y que contenían la esencia misma de la eternidad.
En junio de 1906, siendo completamente desconocida a los 21 años, publicó su primer volumen de versos, Gemmes et Moires, bajo el seudónimo de André Corthis. Gemmes et Moires obtuvo el premio Vie Heureuse en 1920 (años antes, en 1906, también ganó el premio Fémina por la misma obra). Esto, junto con la gran juventud de la escritora, le dio al libro un gran éxito: artículos abundantes y halagadores, fotografías publicadas, la gracia y la belleza morena de la joven muchacha llevan, como su talento la imprenta de sus orígenes casi orientales. Le fueron ofrecidas varias colaboraciones, que ella rechazó. Antes de producir, uno debía trabajar mucho y,  esta gran preocupación por la mejora, sin duda, se lo debía a las horas que pasó en el ático de Provenza, frente a las cartas de Flaubert. 
Corthis no oculta la influencia de sus maestros: Charles Baudelaire, Henri de Régnier y, especialmente, Paul Verlaine.
Le apasionaban los colores y las formas, las ciudades lejanas oprimidas por el esplendor de su pasado muerto, la apariencia y el aroma del campo extranjero. También amaba el alma de los humildes, cuyos movimientos son simples y violentos como las luces del sol y la sombra, al mediodía, en el pavimento afilado de los callejones; cuyas pasiones emergen tan claramente como el tronco rojo y atormentado de los alcornoques en el cielo pálido del hermoso crepúsculo.
Sus héroes, sin embargo, siguen siendo para nosotros personajes "extraños" o "de otros lugares", extrayendo su encanto del país poco conocido en el que viven, palacios, jardines, conventos, en los que cuelga un cielo cuyo ardor ignoramos. 
Estalla la guerra y ya no es posible recurrir a Francia, ya no se puede mover por otra cosa que no sea su belleza desgarrada. Y André Corthis escribe Petites Vies dans la Tourmente. Esta vez, ya no estaba preocupada por llegar lejos en los recuerdos de su infancia o el entusiasmo de su artista por la decoración y los personajes. En la Provenza a la que se mantiene fiel, la ventana donde continúa inclinada y desde donde la vista es hermosa, simplemente miraba los tejados de la humilde aldea, abrazándose bajo el sol. La guerra ahora está trastornando las pobres vidas que albergan; ¿Pero eran tan pacífico antes de la guerra? André Corthis comienza a comprender esto y a entender que la belleza está en todas partes, que en todas partes se pueden percibir los grandes dramas esenciales que componen la vida, la muerte y el amor.
André Corthis se casó con Raymond Lécuyer. A la muerte de su madre (Yrmette Husson), se hizo cargo de la gestión de la Academia Julian, creada en 1868 por el pintor Rodolphe Julian. Después de ser cerrada durante la Segunda Guerra Mundial, la Academia Julian fue vendida por André Corthis a Cécile Beldent y André Del Debbio (1908-2010) para reabrir el sábado 12 de octubre de 1946.

## Obras
- 1906 : Gemmes y Moires, selección de poesía, Fasquelle) — Premio Femina
- 1908 : Mademoiselle Arguillis (Fasquelle)
- 1910 : El Pobre Amor de Doña Balbine (Fasquelle)
- 1914 : El Perdón prématuré (Fasquelle)
- 1917 : Pequeñas Vidas en la tormenta (Ediciones Pierre Lafitte)
- 1919 : Para mí sola, novela, Ediciones Albin Michel, coll. « La Novela literaria » — Gran premio de la novela de la Academia francesa
- 1920 : Su verdadera mujer (Fasquelle)
- 1920 : La Marâtre, Ediciones Albin Michel
- 1921 : El Obsesionado, Ediciones Albin Michel
- 1923 : La Entrenadora, novela, Ediciones Albin Michel
- 1925 : El Perdón prématuré, Arthème Fayard y Cie, Colección : El Libro de mañana ; 9
- 1926 : Víctima expiatoire, novela, Arthème Fayard y Cie ; coll. « El Libro de mañana » ; 41
- 1927 : Tormentas (Fayard - El Libro de Mañana)
- 1928 : Los Rameaux rojos, Ediciones Hachette, coll. « Biblioteca azul »
  - Reeditado en 1945, S.E.P.E. colección Scarlett  leer en línea
- 1928 : Pasión, Arthème Fayard y Cie editores
- 1928 : La Danseuse impassible (Las Ediciones de las portiques)
- 1929 : La Novia perdida (TIENE. Fayard y Cie)
- 1930 : Peregrinaciones en España : Santo-Jacques de Compostela, Salamanca, Toledo, Zaragoza (Fasquelle)
- 1930 : La Noche incierta (Biblioteca-Charpentier, Fasquelle editores)
- 1931 : Soledad, novela (Albin Michel)
- 1932 : Llamada de llamas, novela (Albin Michel)
- 1934 : La Primavera bajo la orage, novela, Arthème Fayard y Cie
- 1935 : El Maravilloso Regreso (Albin Michel)
- 1936 : Del convento a los Cortès (Arthème Fayard)
- 1936 : El Cœur forzoso, Ediciones Gallimard, coll. « La Renacimiento de la nueva »
- 1937 : La Chouette écartelée, Arthème Fayard
- 1938 : Amotinadas (Las Ediciones de Francia)
- 1938 : Máscaras, TIENE. Fayard
- 1939 : Gritos en el cielo, TIENE. Fayard
- 1941 : Destinadas, TIENE. Fayard
- 1941 : España de la victoria, TIENE. Fayard
- 1944 : El Rehén, TIENE. Fayard
- 1945 : Séverine, TIENE. Fayard
- 1946 : Cartas anónimas, TIENE. Fayard
- 1949 : El Misterio de los Tres-Gours, TIENE. Fayard
- 1951 : La Medida de amar, TIENE. Fayard